# マーティン・ホールドゲイト
サー・マーティン・ワイアット・ホールドゲイト（Sir Martin Wyatt Holdgate CB、1931年1月14日 - ）は、イングランド南部ホーシャム出身のイギリスの生物学者、環境科学者。

## 生い立ち
ホールドゲイトは、1931年1月14日にイングランドのホーシャムに生まれ、ブラックプールで育ち、アーノルド校に学んだ。ケンブリッジ大学に進み、1949年から1952年にかけて、クイーンズ・カレッジで過ごし、動物学と植物学の学位を得て卒業して、さらに昆虫類の生理学を専攻して博士号を得た。

## 経歴
マンチェスター大学、ダラム大学、ケンブリッジ大学で教鞭を執りながら、トリスタンダクーニャ、チリ南西部、南極への遠征を行なった。ホールゲイトは、英国南極研究所の主任生物学者となり、次いで自然保護委員会の調査指揮者 (research director) を18年間務めた。その後、環境省の主任科学者 (Chief Scientist) 調査部門長となった。さらにその後には、国際自然保護連合の事務総長 (Director General) を務めた。
正式な公職から引退した後には、英国王立環境汚染委員会の委員となり、また、森林に関する政府間パネルの共同議長と務め、国際連合事務総長の下に置かれた持続可能な開発に関する高級委員会の事務局長を務めた。

## 受賞と栄誉
ホールゲイトは、その業績に対して、多数の賞や栄誉を受けている。
- 1964年 – W. S. Bruce Medal - エディンバラ王立協会（英語版）
- 1978年 – バス勲章コンパニオン級 (CB)
- 1983年 – UNEP Silver Medal - 国際連合環境計画
- 1988年 – UNEP 500 Award - 国際連合環境計画
- 1991年 – Order of the Golden Ark コマンダー級（オランダ）
- 1991年 – 名誉学位 DSc - ダラム大学
- 1992年 – 金メダル（パトロンズ・メダル） - 王立地理学会[4]。
- 1993年 – リヴィングストン・メダル（英語版） - 王立スコットランド地理協会
- 1993年 – 名誉学位 DSc - サセックス大学
- 1994年 – ナイト・バチェラー (styled Sir Martin Holdgate, CB)
- 1995年 – 名誉学位 DSc - ランカスター大学
- 1997年 – 名誉フェロー (Honorary Fellow) - ロンドン大学ロイヤル・ホロウェイ
- 2000年 – 名誉会員 - 国際自然保護連合 (IUCN)
- 2005年 – 名誉フェロー - ロンドン動物学会
- 2006年 – 名誉学位 DSc - ロンドン大学クイーン・メアリー

ホールドゲイトは、ロンドン動物学会会長、淡水生物協会会長も務めた。また、生物学研究所の所員、フェローを経て、勅許生物学者となり、「C.Biol」ないし「F.I.Biol」の肩書を用いるようになった。2014年7月には、湖水地方友の会 (Friends of the Lake District) の会長に任じられた。

## おもな著書
ホールドゲイトは、1970年の創刊以来、英国南極研究所がアカデミック・プレスを通して刊行している学術誌『Antarctic Ecology』の編集者であった。彼の著書には以下のものが含まれている。
- (1958). Mountains in the Sea. Macmillan; St.Martin's Press
- (1979). A Perspective of Environmental Pollution. Cambridge University Press. ISBN 978-0521221979
- (1996). From Care to Action. Hemisphere. ISBN 978-1560325604
- (1999). The Green Web: A Union for World Conservation. Routledge. ISBN 978-1853835957
- (2003). Penguins and Mandarins: Memories of Natural and Un-Natural History. Memoir Club. ISBN 978-1841040790
- (2006). The Story of Appleby in Westmorland. Hayloft Publishing. ISBN 978-1904524359
- (2009). Arnold: the story of a Blackpool school. Hayloft Publishing. ISBN 978-1904524632

### 編著
- （ギルバート・F・ホワイト（英語版）との共編） Environmental Issues. SCOOP Report. John Wiley & Sons. (1977) (joint editor)
  - 日本語訳：（島津康男 訳）『環境管理』環境情報科学センタ−、1977年。
- The World Environment 1972-82. Tycooly International Publishing Ltd. (1982). ISBN 978-0907567141 (joint editor)